# Plac Grunwaldzki we Wrocławiu
Plac Grunwaldzki (niem. Kaiserstraße, ulica Cesarska) – dawny obszerny plac, obecnie zredukowany do szerokiej ulicy i skrzyżowania, a także rejon otaczający ten plac, położony na wschód od ścisłego centrum Wrocławia.
Od placu Grunwaldzkiego bierze swoją nazwę osiedle Plac Grunwaldzki, obejmujące obszar wyznaczony ulicami Wyszyńskiego na zachodzie, Sienkiewicza i Grunwaldzką na północy, a także rzeką Odrą: Starą Odrą na wschodzie i głównym korytem na południu. Niemiecka nazwa centralnego skrzyżowania (Scheitniger Stern – „Gwiazda Szczytnicka”) i obowiązujące dziś nazwy mostu Szczytnickiego i ulicy Szczytnickiej związane są ze średniowieczną wsią Szczytniki, położoną za tym mostem; dziś mieści się tam Park Szczytnicki.
Plac jest powszechnie określany w skrócie jako „Grunwald”, natomiast centralne jego skrzyżowane, po przebudowaniu go w latach 2006–2007 na rondo, uzyskało nazwę „Ronda Reagana”.

## Historia

### Założenia architektoniczne

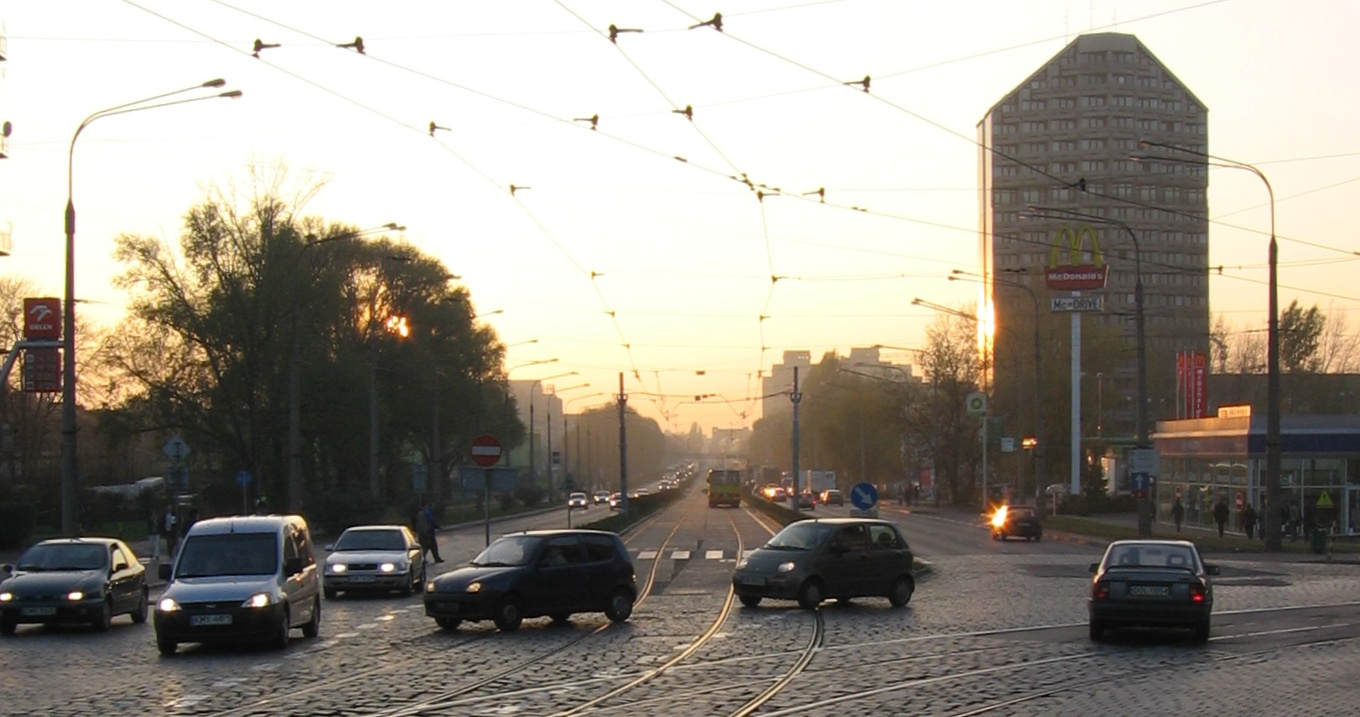
Plac Grunwaldzki sprzed przebudowy, widziany z Mostu Szczytnickiego, styczeń 2006

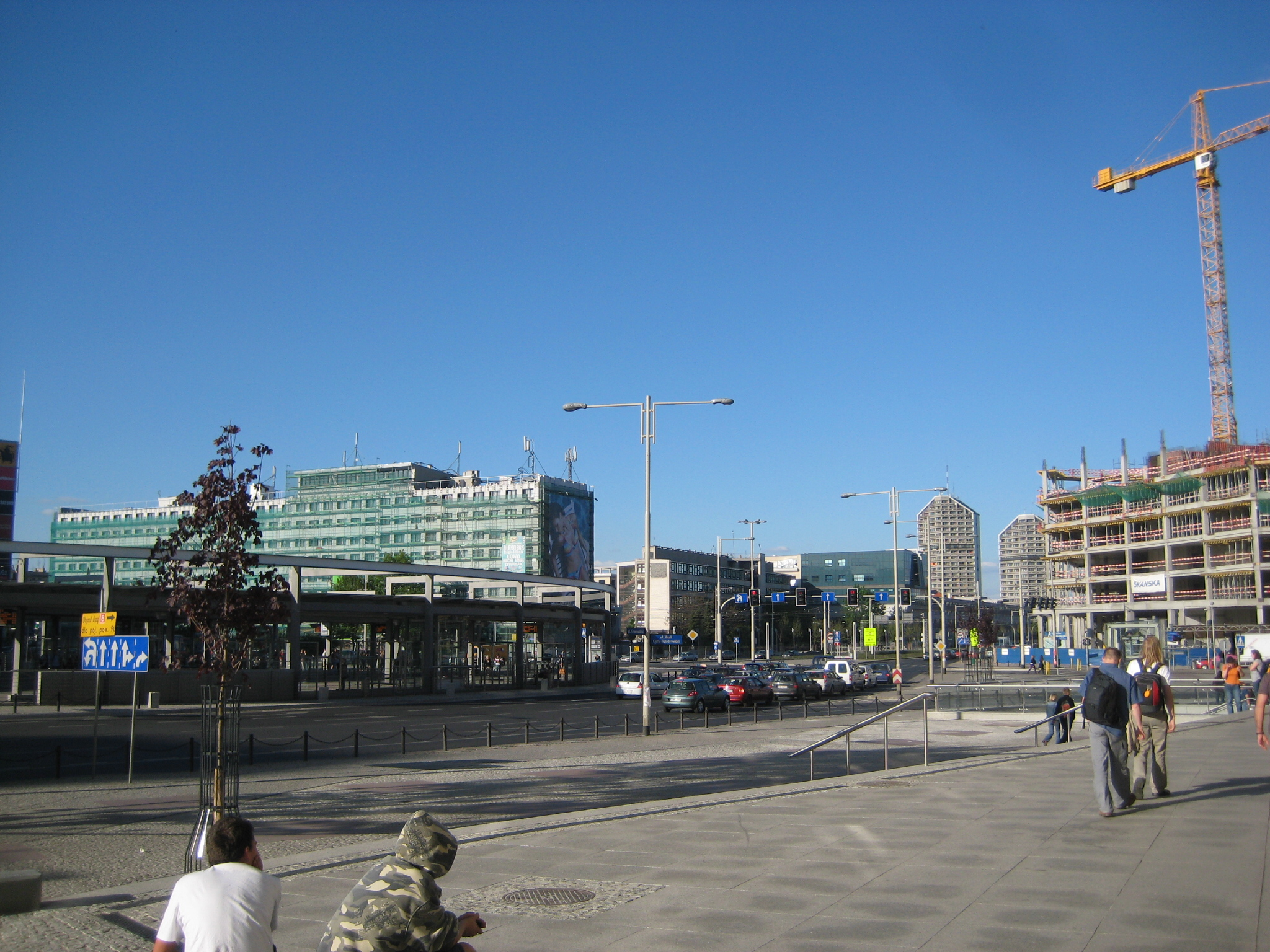
Plac Grunwaldzki po przebudowie, 2008 rok

Ulica stanowiąca obecnie zasadniczą część placu, nazywana niekiedy osią Grunwaldzką i przebiegająca przez teren dawnych Nowych Szczytnik powstała na podstawie projektów opracowanych w latach 80. XIX wieku w celu polepszenia skomunikowania nowych wschodnich i północno-wschodnich dzielnic miasta z jego centrum. Głównym inicjatorem budowy osi był miejski radca budowlany Richard Plüddemann. Reprezentacyjna, dwupasmowa aleja Kaiserstraße łączyła diagonalnie nowo zbudowany Kaiserbrücke (później Freiheitsbrücke, a obecnie Most Grunwaldzki) z Fürstenbrücke (późniejszy Adolf-Hitler-Brücke, a obecnie Most Szczytnicki). W okolicach połowy liczącej 1350 m długości trasy powstało skrzyżowanie z istniejącymi wcześniej ulicami zwane Scheitniger Stern („Szczytnicka Gwiazda” – ze względu na fakt, że zbiegało się tu sześć ulic biegnących w sześciu kierunkach; dziś na tym skrzyżowaniu – pl. Grunwaldzki/Skłodowskiej-Curie/Piastowskiej – łączy się pięć kierunków, szósty kierunek w stronę ul. Janiszewskiego został zabudowany w latach 60.). Trasa została ostatecznie ukończona dopiero w końcu lat 20. XX wieku, gdy zdołano wykupić działki we wschodniej części jej szlaku.

### Okres II wojny światowej
Obszerne pole, które dało podstawę do nazwania całego rejonu placem, powstało w ostatnich tygodniach II wojny światowej podczas oblężenia Festung Breslau przez Armię Czerwoną w 1945. Po tym, jak 1 kwietnia Armia Czerwona zajęła lotnisko na peryferyjnym Gądowie i twierdza straciła możliwość otrzymywania zaopatrzenia drogą lotniczą (ściślej: od tego czasu zaopatrzenie mogło docierać tylko drogą zrzutów na spadochronach – dokonywano ich na teren Ogrodu Botanicznego), szef wrocławskiej NSDAP Karl Hanke podjął decyzję o wybudowaniu lotniska we wnętrzu miasta. Wyznaczył w tym celu oś Kaiserstraße. Zburzono wszystkie budynki – reprezentacyjne kamienice i obiekty użyteczności publicznej – wzdłuż tej alei, w tym ewangelicki kościół Marcina Lutra z najwyższą we Wrocławiu, ponad dziewięćdziesięciometrową wieżą (stał na miejscu obecnych gmachów D-1 i D-2 Politechniki Wrocławskiej; dziś między tymi budynkami, na miejscu Lutherkirch Platz przed zburzonym kościołem jest Skwer prof. Kazimierza Idaszewskiego i Pomnik Pomordowanych Profesorów Lwowskich). Pośpieszne odgruzowywanie terenu przyszłego lotniska trwało pod ostrzałem radzieckich samolotów i pochłonęło liczne ofiary, tak wśród miejscowej ludności cywilnej, jak wśród zapędzonych tu do pracy cudzoziemskich robotników. Z lotniska tego wystartowały tylko dwa samoloty: 10 kwietnia Junkers Ju 52, który ewakuował 22 rannych

### Okres powojenny

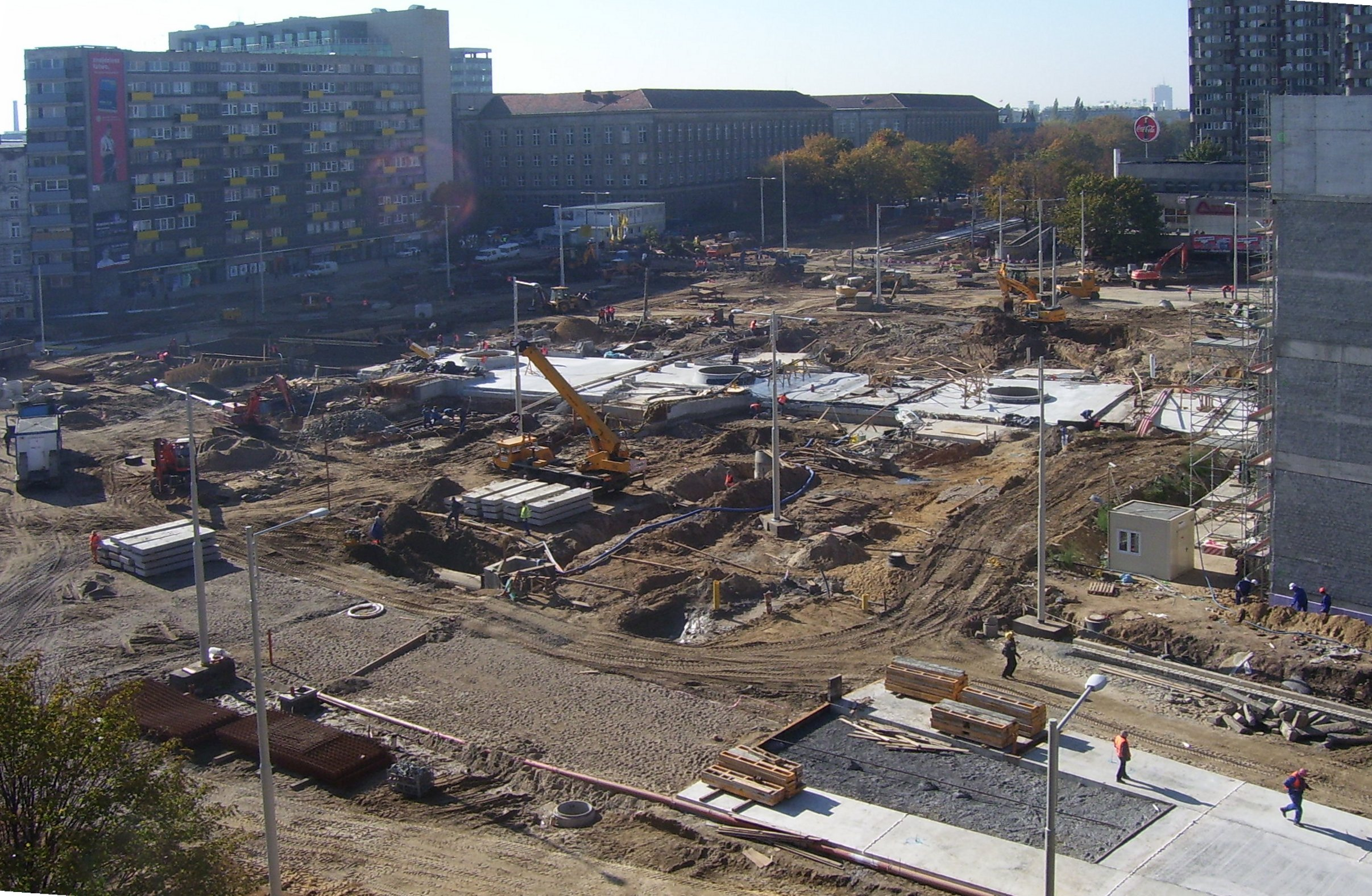
Przebudowa Placu Grunwaldzkiego, październik 2006, widok z DS „Dwudziestolatka”. W głębi pośrodku budynki Politechniki, w głębi po prawej „Bunkrowce”

Po wojnie na kilka lat plac zamienił się w największe targowisko w mieście (tzw. szaberplac): handlowano tu wszelkim mieniem wyszabrowanym z opuszczonych niemieckich domów. Na początku lat 50. rozpoczęto planowanie zabudowy areału placu. Najpierw wzdłuż głównej osi, po jej południowej stronie – potem także po przeciwnej – zaczęły powstawać budynki Politechniki (Zespół budynków Politechniki Wrocławskiej D1 i D2), Akademii Rolniczej, później także Uniwersytetu, w tym akademiki „Dwudziestolatka” i „Parawanowiec”. W czasie budowy jednego z obiektów AR doszło 22 marca 1966 – wskutek pośpiechu i niezachowania reżimów budowlanych – do katastrofy budowlanej. W latach 1967–1975 na północ od osi Placu Grunwaldzkiego powstało osiedle mieszkalne projektu architektki modernistycznej Jadwigi Grabowskiej-Hawrylak. Osiedle składa się z sześciu 16-piętrowych bloków o formie złagodzonej zaokrąglonymi profilami osłaniającymi balkony. Na dachach budynków zrealizowano tarasy widokowe, lecz wykorzystano materiały niskiej jakości przy produkcji wielu elementów w tym profili, których kształt i brudnoszary kolor zapewnił blokom potoczną nazwę „Sedesowców” („Bunkrowców”). Później w okolicy powstały akademiki „Ołówek” i „Kredka” według projektu arch. Krystyny i Mariana Barskich.

### Rondo Reagana
Aż do końca lat 90. XX wieku na części placu – w kwartale pomiędzy ulicami Curie-Skłodowskiej, Piastowską, Reja i Grunwaldzką – znajdowało się targowisko, głównie owocowo-warzywne. W marcu 2006 roku rozpoczęła się gruntowna przebudowa Placu Grunwaldzkiego. Główne jego skrzyżowanie zostało w dniu 4 kwietnia 2007 roku oddane do użytku jako rodzaj ronda o kształcie elipsy przykrytego w części środkowej dachem, pod którym znajduje się węzeł komunikacji zbiorowej ze zintegrowanymi przystankami tramwajowymi (linie: 1, 2, 4, 10, 12, 13, 16, 19) i autobusowymi. Część środkowa wraz z przejściem podziemnym została uruchomiona 15 marca 2008 r. Obok głównego skrzyżowania, na miejscu wcześniej funkcjonującego targowiska, powstał uruchomiony w kwietniu 2007 trójkondygnacyjny wielofunkcyjny obiekt handlowo-usługowy nazwany Pasażem Grunwaldzkim. Dla zwiększenia funkcjonalności ronda Reagana oraz Pasażu zbudowano przejście podziemne łączące obszar ograniczony placem Grunwaldzkim, ulicą Curie-Skłodowskiej i Wybrzeżem Wyspiańskiego.